# India nagysebességű vasúti közlekedése

Tervezett nagysebességű vasútvonalak Indiában

India rendelkezik a világ egyik legnagyobb vasúthálózatával. Ám a több mint 65 ezer km-es hálózaton a legnagyobb sebesség csupán 150 km/h. Az ország leggyorsabb vonata a Bhopal Shatabdi Express szintén csak 150 km/h sebességgel közlekedik.
A hatalmas országban sokan utaznak vonattal, ezért szükség lenne további vasútvonalakra, és 300–350 km/h sebességre. Érdekesség, hogy India vasúthálózata 1676 mm-es nyomtávolsággal épült ki, mely jobban megfelel a hatalmas ország hatalmas utasforgalmának. A szélesebb nyomtávolság lehetővé teszi a szélesebb vagonok alkalmazását, melyben több utast tudnak kényelmesen elhelyezni. A nagysebességű hálózatot azonban már normál nyomtávolsággal tervezik megépíteni, hasonlóan Spanyolországhoz. A Púne–Mumbai–Ahmadábád nagysebességű vasútvonal 1435 mm-es nyomtávolsággal épül, várható megnyitása 2028.

## Vasútvonalak
| Vasútvonal                                                  | Útvonal                                                  | Nyomtávolság (mm) | Vasútállomások | Sebesség (km/h) | Hossz (km) | Későbbi bővítés                         | Státusz                                   |
| ----------------------------------------------------------- | -------------------------------------------------------- | ----------------- | -------------- | --------------- | ---------- | --------------------------------------- | ----------------------------------------- |
| Kelet-India                                                 |                                                          |                   |                |                 |            |                                         |                                           |
| Haora–Haldia nagysebességű vasútvonal                       | Haora–Haldia                                             | 1676              | TBD            | 250-300         | 135        | TBD                                     | Jóváhagyta a Tervezési Bizottság és a PMO |
| Észak-India                                                 |                                                          |                   |                |                 |            |                                         |                                           |
| Delhi–Kolkata nagysebességű vasútvonal                      | Delhi–Agra–Lakhnau–Váránaszi–Patna                       | 1676              | TBD            | 200-350         | 991        | Haora                                   | Jóváhagyta a Tervezési Bizottság és a PMO |
| Delhi–Amritszár nagysebességű vasútvonal                    | Delhi–Csandígarh–Amritszár                               | 1676              | TBD            |                 | 450        | TBD                                     | Jóváhagyta a Tervezési Bizottság és a PMO |
| Delhi–Dzsódhpur nagysebességű vasútvonal                    | Delhi–Dzsaipur–Ádzsmír–Dzsódhpur                         | 1676              | TBD            |                 | 591        | TBD                                     | Tervezett                                 |
| Nyugat-India                                                |                                                          |                   |                |                 |            |                                         |                                           |
| Ahmadábád–Dvárka nagysebességű vasútvonal                   | Ahmadábád–Rádzskot–Dzsámnagar–Dvárka                     | 1676              | TBD            |                 |            | TBD                                     |                                           |
| Mumbai/Navi Mumbai–Nágpur nagysebességű vasútvonal          | Mumbai/Navi Mumbai–Násík–Akola–Nágpur                    | 1676              | TBA            |                 |            | TBA                                     | Tervezett                                 |
| Púne–Mumbai–Ahmadábád nagysebességű vasútvonal              | Púne–Mumbai–Ahmadábád                                    | 1435              | 7              | 300-350         | 650        | Bengaluru                               | Építés alatt                              |
| Rádzskot–Veraval nagysebességű vasútvonal                   | Rádzskot–Dzsúnágarh–Veraval                              | 1676              | TBD            | 350             |            | TBD                                     |                                           |
| Dél-India                                                   |                                                          |                   |                |                 |            |                                         |                                           |
| Haidarábád–Csennai nagysebességű vasútvonal                 | Haidarábád–Kazipet–Dornakal–Vidzsajavádá–Csennai         | 1676              | TBD            |                 | 664        | Haora (Visákhapatnam városon keresztül) | Jóváhagyta a Tervezési Bizottság és a PMO |
| Csennai–Bengaluru–Tiruvanántapuram nagysebességű vasútvonal | Csennai–Bengaluru–Kojambuttúr–Ernakulam–Tiruvanántapuram |                   | TBD            | 350             | 850        |                                         | Jóváhagyta a Tervezési Bizottság és a PMO |
| Tiruvanántapuram–Mangalor nagysebességű vasútvonal          | Tiruvanántapuram–Mangalor                                | 1435              | 9              | 300             | 585        | Udupi                                   | Jóváhagyta a Tervezési Bizottság és a PMO |
| Bengaluru–Maiszúr nagysebességű vasútvonal                  | Bengaluru–Maiszúr                                        |                   | TBD            | 350             | 110        |                                         | Tervezett                                 |